# Recital
Il recital è uno spettacolo in cui un solo artista si esibisce cantando, suonando o recitando. In campo musicale, il cantante può essere accompagnato da un pianista.  
L'invenzione del recital da pianista solista è attribuita a Franz Liszt che nel 1839, a Roma, davanti a un pubblico che preferiva le rappresentazioni operistiche, offrì uno "spettacolo" sostitutivo con recital pianistico di grande effetto.
Un recital può prevedere più partecipanti, che si esibiscono singolarmente e in successione; può vertere sulle opere di un singolo compositore.